# دیومان
دیومان (ترکی آذربایجانی: Dyuman) یک منطقهٔ مسکونی در جمهوری آرتساخ است که در استان کاشاتاق واقع شده‌است.